# Quercus laevis
Quercus laevis, és una espècie de roure que pertany a la família de les fagàcies i està dins de la secció dels roures vermells, del gènere Quercus. És originària del sud-est dels Estats Units, des de Delaware al centre de Florida, i oest de Louisiana.

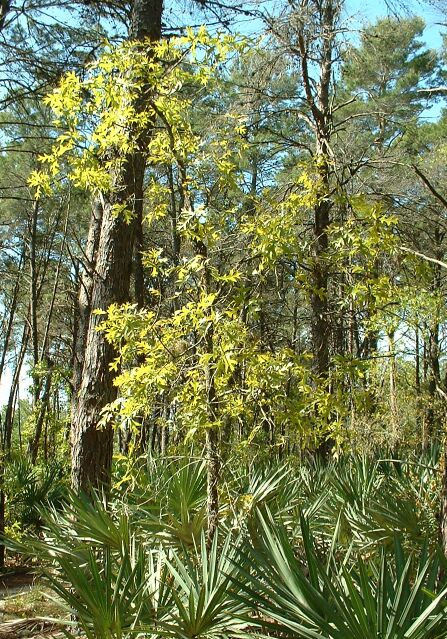
Quercus laevis

## Descripció
És un petit arbre, de vegades arbustiu, en general pot créixer entre 8 a 10 metres d'altura, encara que de vegades arriba als 18 metres. Les fulles són de mida variable, sobretot entre 10 a 17 centímetres de llarg, però de vegades només 8 centímetres de llarg o fins a 30 centímetres. Tenen entre 3 a 7 lòbuls prims, profundament incisos entre els lòbuls, cada lòbul amb 1-3 dents de pèls a la punta. Les glans fan entre 20 a 25 mil·límetres de llarg, i igual que altres roures vermells, les glans maduren en 18 mesos.

## Hàbitat
Sol créixer en sòls pobres, prims i secs, rocosos o sorrencs on pocs altres roures diferents poden prosperar; com el Quercus marilandica. No té la bella corona de molts roures, però no obstant això és un arbre valuós per al cultiu en llocs secs, poc fèrtils i sorrencs. Les fulles profundament lobulades també són atractives. Per regla general, formen un sotabosc amb el Pinus palustris i altres pins que es troben en monticles de sorra al sud-est dels Estats Units.

## Taxonomia
Quercus laevis va ser descrita per Thomas Walter i publicat a Flora Caroliniana, secundum. .. 234, a l'any 1788.
Etimologia
Quercus: nom genèric del llatí que designava igualment al roure i a l'alzina.
laevis: epítet llatí que significa "amb dents".
Sinonímia
- Quercus catesbaei Michx.
- Quercus catesbaei f. rappii (Trel.) A.Camus
- Quercus laevis f. lineariloba Trel.
- Quercus laevis f. rappii Trel.[3]